# Piet Römer
Petrus (Piet) Römer (Amsterdam, 2 april 1928 – aldaar, 17 januari 2012) was een Nederlands acteur en presentator. Römer is vooral bekend door zijn hoofdrol in de televisiereeks Baantjer. Behalve in de Baantjer-serie speelde Römer ook in Stiefbeen en zoon, De lift en 't Schaep met de 5 pooten.

## Levensloop
Römer werd op 2 april 1928 te Amsterdam geboren als zoon van Hendrik Dirk Römer (1885–1947) en Maria Catharina Sino (1890–1967). Hij had een eeneiige tweelingbroer, Paul. Als veertienjarige ging hij van school. Hij werkte als kolenboer en volgde een tijd later tegelijk de toneelschool die hij echter na drie maanden al vaarwel zei. Maar hij wilde vanaf dat moment wél aan de slag als acteur en dat lukte. In 1952 kreeg hij zijn eerste toneelrol bij "De Witte Vogel" van Rolf Petersen. Vanaf 1973 werkte hij als freelanceacteur op het toneel, bij de film en op televisie.
Sinds 1956 speelde Römer in verschillende televisieseries, een twintigtal films en in meer dan zestig theaterproducties. In 1971 werd hij onderscheiden met de 'Arlecchino' voor zijn rol in Bloesem van seringen brengt herinneringen. Hij werd bekend in de jaren zestig met de series Stiefbeen en zoon en 't Schaep met de 5 pooten. Beide series werden bekroond met de Gouden Televizierring. In 1969 en 1970 beklom hij met liedjes uit de tv-serie 't Schaep met de 5 pooten, samen met Adèle Bloemendaal en Leen Jongewaard zowel de Nederlandse Top 40 op Radio Veronica als de Hilversum 3 Top 30 op de publieke popzender  Hilversum 3. De hits We Benne Op De Wereld Om Mekaar Te Helpen, Niewaar?, Het Zal Je Kind Maar Wezen en Als Je Mekaar Niet Meer Vertrouwen Kan waren immens populair onder de Nederlandse bevolking.
Römer presenteerde later nog het jeugdprogramma 't Spant Erom.

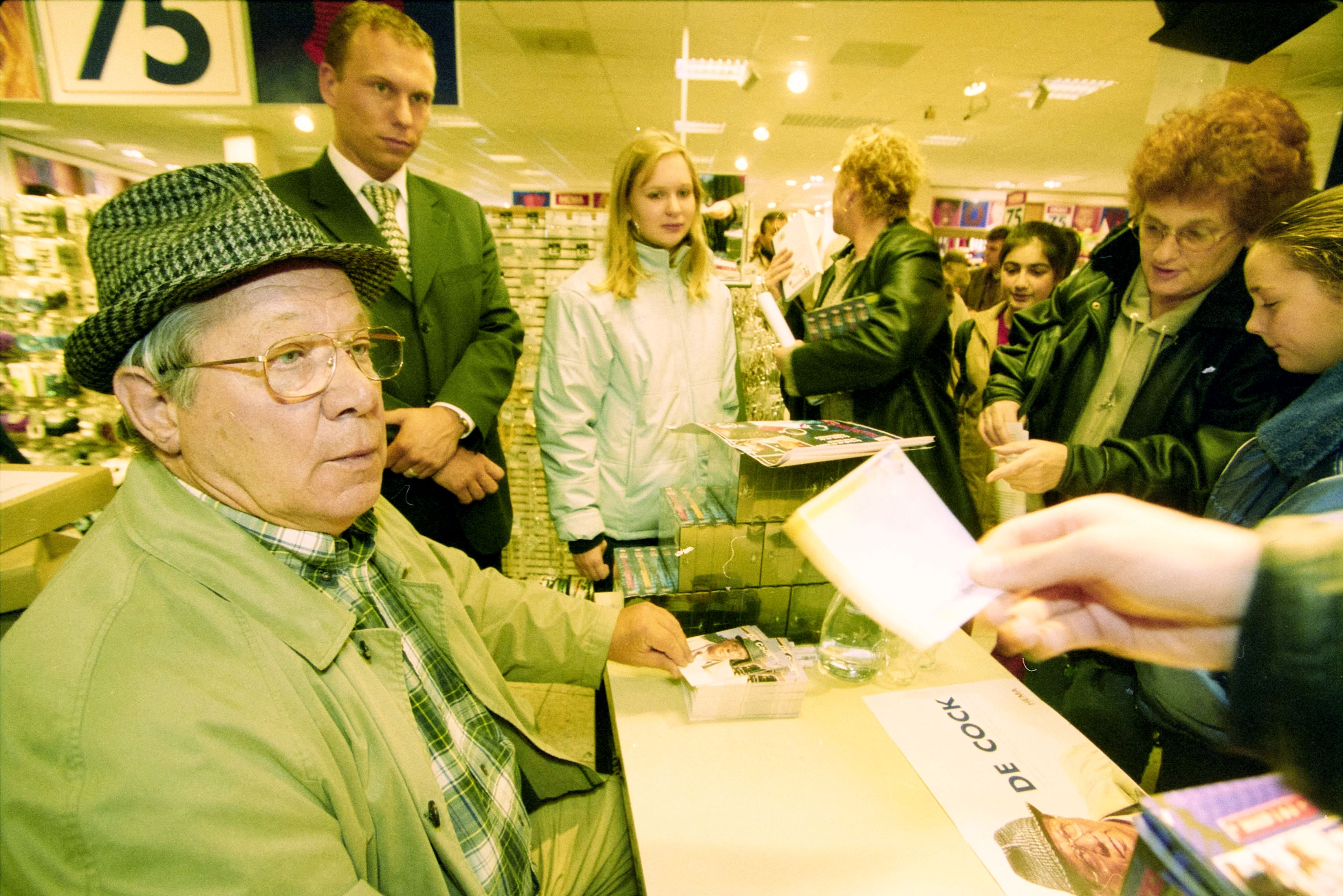
Piet Römer als inspecteur Jurriaan de Cock uit Baantjer.

Zijn bekendste rol naast "inspecteur De Cock" in de RTL 4 televisieserie Baantjer was als Hoofdpiet bij de intocht van Sinterklaas. Deze rol speelde hij zestien novembermaanden achtereen. In 1984 kreeg hij een conflict met de toenmalige producer Aart Staartjes, omdat zijn kleinzoon niet mee mocht als Piet. Ook vond hij het zwart schminken van zijn oren nooit prettig. Hierop besloot hij om na zestien november- en decembermaanden op te stappen. Zijn rol werd dat jaar overgenomen door Frits Lambrechts bij de intocht op Terschelling.
De filmwereld was niet zijn wereld. Römer vond dat mensen daar behandeld worden als gebruiksvoorwerpen: "Eerst word je in de watten gelegd en later laten ze je net zo hard weer vallen". Zijn voorliefde ging uit naar het theater, omdat hij daar naar eigen zeggen alles in eigen hand had.
Römer werd in 1963 bekend als Dirk Stiefbeen, naast Rien van Nunen als vader Stiefbeen, in de populaire televisieserie Stiefbeen en zoon. Het succes werd gevolgd door een groot aantal rollen voor film en televisie en in het theater. Vanaf vrijdagavond 6 oktober 1995 tot en met vrijdagavond 1 december 2006 speelde hij Jurriaan de Cock ("Met ceeooceekaa") in de serie Baantjer. Al in 1984 speelde hij deze rol in een hoorspelserie welke door de AVRO-radio werd uitgezonden. Römer won als enige in Nederland drie maal de Gouden Televizierring.
In 2007 ontving Römer het ereburgerschap van Amsterdam en het hierbij behorende ereteken van verdienste. Tevens ontving hij de Bronzen Legpenning, omdat hij in zijn rol als de Amsterdamse rechercheur De Cock het imago van de Amsterdamse politie zo veel goed heeft gedaan. In 2017 werd er in de Amsterdamse wijk Slotervaart een brug naar hem vernoemd.
Tussen eind 2010 en begin 2011 lag Römer zeven weken lang in het ziekenhuis met een zware longontsteking. Een deel van deze periode lag hij in coma. Op 17 januari 2012 overleed Piet Römer op 83-jarige leeftijd in zijn slaap. Hij werd op 23 januari 2012 begraven op begraafplaats Zorgvlied te Amsterdam.

## Familie
Römer trouwde in 1946 met Penina Siebers (1927–2014). Ze kregen samen vijf kinderen, vier zoons en een dochter. Römers broer en (klein)kinderen zijn ook actief in de toneel- en televisiewereld. Zijn enige dochter Anne werkt als souffleuse, onder meer bij Toneelgroep Amsterdam. Twee van zijn zoons, Han en Peter, acteren. Zij hebben onder andere gastrollen in Baantjer gespeeld, net als zijn kleindochter Nienke, een dochter van Peter. Nienkes drie jaar jongere broer Thijs is eveneens acteur. Piets twee andere zonen, Bart en Paul Römer, zijn bekend geworden als televisieproducent. Bart heeft daarnaast ook enige tijd als acteur gewerkt.

## Stamboom van de artiestenfamilie Römer
|            |            |            |            |            |            |            |            |            |            |            |            |            |            |            |            |               |               |               |               |               |               |            |            |              |              |              |              |              |              |  |  |             |             |             |             |             |             |  |  |            |            |            |            |            |            |  |  |            |            |            |            |            |            |  |  |  |  |  |  |  |  |  |  |  |  |  |  |  |  |  |  |
|            |            |            |            |            |            |            |            |            |            |            |            |            |            |            |            |               |               |               |               |               |               |            |            |              |              |              |              |              |              |  |  |             |             |             |             |             |             |  |  |            |            |            |            |            |            |  |  |            |            |            |            |            |            |  |  |  |  |  |  |  |  |  |  |  |  |  |  |  |  |  |  |
|            |            |            |            |            |            |            |            |            |            |            |            |            |            | Piet Römer | Piet Römer | Piet Römer    | Piet Römer    | Piet Römer    | Piet Römer    |               |               | Paul Römer | Paul Römer | Paul Römer   | Paul Römer   | Paul Römer   | Paul Römer   |              |              |  |  |             |             |             |             |             |             |  |  |            |            |            |            |            |            |  |  |            |            |            |            |            |            |  |  |  |  |  |  |  |  |  |  |  |  |  |  |  |  |  |  |
|            |            |            |            |            |            |            |            |            |            |            |            |            |            | Piet Römer | Piet Römer | Piet Römer    | Piet Römer    | Piet Römer    | Piet Römer    |               |               | Paul Römer | Paul Römer | Paul Römer   | Paul Römer   | Paul Römer   | Paul Römer   |              |              |  |  |             |             |             |             |             |             |  |  |            |            |            |            |            |            |  |  |            |            |            |            |            |            |  |  |  |  |  |  |  |  |  |  |  |  |  |  |  |  |  |  |
|            |            |            |            |            |            |            |            |            |            |            |            |            |            |            |            |               |               |               |               |               |               |            |            |              |              |              |              |              |              |  |  |             |             |             |             |             |             |  |  |            |            |            |            |            |            |  |  |            |            |            |            |            |            |  |  |  |  |  |  |  |  |  |  |  |  |  |  |  |  |  |  |
|            |            | Anne Römer | Anne Römer | Anne Römer | Anne Römer | Anne Römer | Anne Römer |            |            | Han Römer  | Han Römer  | Han Römer  | Han Römer  | Han Römer  | Han Römer  |               |               |               |               |               |               |            |            | Peter Römer  | Peter Römer  | Peter Römer  | Peter Römer  | Peter Römer  | Peter Römer  |  |  |             |             |             |             |             |             |  |  | Bart Römer | Bart Römer | Bart Römer | Bart Römer | Bart Römer | Bart Römer |  |  | Paul Römer | Paul Römer | Paul Römer | Paul Römer | Paul Römer | Paul Römer |  |  |  |  |  |  |  |  |  |  |  |  |  |  |  |  |  |  |
|            |            | Anne Römer | Anne Römer | Anne Römer | Anne Römer | Anne Römer | Anne Römer |            |            | Han Römer  | Han Römer  | Han Römer  | Han Römer  | Han Römer  | Han Römer  |               |               |               |               |               |               |            |            | Peter Römer  | Peter Römer  | Peter Römer  | Peter Römer  | Peter Römer  | Peter Römer  |  |  |             |             |             |             |             |             |  |  | Bart Römer | Bart Römer | Bart Römer | Bart Römer | Bart Römer | Bart Römer |  |  | Paul Römer | Paul Römer | Paul Römer | Paul Römer | Paul Römer | Paul Römer |  |  |  |  |  |  |  |  |  |  |  |  |  |  |  |  |  |  |
|            |            |            |            |            |            |            |            |            |            |            |            |            |            |            |            |               |               |               |               |               |               |            |            |              |              |              |              |              |              |  |  |             |             |             |             |             |             |  |  |            |            |            |            |            |            |  |  |            |            |            |            |            |            |  |  |  |  |  |  |  |  |  |  |  |  |  |  |  |  |  |  |
| Iris Römer | Iris Römer | Iris Römer | Iris Römer | Iris Römer | Iris Römer |            |            | Kees Prins | Kees Prins | Kees Prins | Kees Prins | Kees Prins | Kees Prins |            |            | Frederik Brom | Frederik Brom | Frederik Brom | Frederik Brom | Frederik Brom | Frederik Brom |            |            | Nienke Römer | Nienke Römer | Nienke Römer | Nienke Römer | Nienke Römer | Nienke Römer |  |  | Thijs Römer | Thijs Römer | Thijs Römer | Thijs Römer | Thijs Römer | Thijs Römer |  |  | Leon Römer | Leon Römer | Leon Römer | Leon Römer | Leon Römer | Leon Römer |  |  |            |            |            |            |            |            |  |  |  |  |  |  |  |  |  |  |  |  |  |  |  |  |  |  |
| Iris Römer | Iris Römer | Iris Römer | Iris Römer | Iris Römer | Iris Römer |            |            | Kees Prins | Kees Prins | Kees Prins | Kees Prins | Kees Prins | Kees Prins |            |            | Frederik Brom | Frederik Brom | Frederik Brom | Frederik Brom | Frederik Brom | Frederik Brom |            |            | Nienke Römer | Nienke Römer | Nienke Römer | Nienke Römer | Nienke Römer | Nienke Römer |  |  | Thijs Römer | Thijs Römer | Thijs Römer | Thijs Römer | Thijs Römer | Thijs Römer |  |  | Leon Römer | Leon Römer | Leon Römer | Leon Römer | Leon Römer | Leon Römer |  |  |            |            |            |            |            |            |  |  |  |  |  |  |  |  |  |  |  |  |  |  |  |  |  |  |

## Rollen

### Film
- Opstand in de kribbe (1955) – De Os
- De zaak M.P. (1960) - Douanier
- De overval (1962) - Bakker Eppie Bultsma
- Als twee druppels water (1963)
- Het zoekgeraakte boek (1968) - Pedro
- Amsterdam Affair (1968) - Detective
- Wat zien ik!? (1971) - Liefje van Greet
- VD (1972) - Secretaris
- Heb medelij, Jet! (1975) - Bodde
- Het jaar van de Kreeft (1975) - Daan
- Peter en de vliegende autobus (1976) - Buschauffeur
- 4 manieren om je vrouw (1980) - Inspecteur
- De bende van hiernaast (1980) - Piet, vader van Anja
- Voorbij, voorbij (1981) - Gerben
- De lift (1983) - Manager Ravestein
- Baantjer: De Cock en de wraak zonder einde (1999) - Jurriaan de Cock

### Televisie
- Varen is fijner dan je denkt (AVRO 1957–1960) - Meneer King
- Land van belofte (1959) - Benjamin Trotter
- Zeefje waar ben je gebleven (1960?)
- De Poemel (1961)
- Stiefbeen en zoon (1963) - Dirk Stiefbeen
- De Jordaan, musical bewerkt voor televisie (VARA 26-12-1967)
- Het Zoekgeraakte Boek (1968) - Hoofdpiet
- Landelijke Intocht Sinterklaas (1968-1975) - Hoofdpiet
- 't Schaep met de 5 pooten (1969) - Kootje de Beer, de kastelein
- Oebele (1969) - Hoofdpiet
- Millionen nach Maß (1970) - Jean
- Een huis in een schoen (1971) - Hoofdpiet
- Citroentje met suiker (1972) - Mees Goedkoop
- Het Zwarte Jaar Van Zwarte Piet (1972) - Hoofdpiet
- Merijntje Gijzens jeugd (1974) - Flierefluiter
- 't Spant erom (1975–1981) - Presentator spelshow
- Landelijke Intocht Sinterklaas (1977-1980) - Hoofdpiet
- Sinterklaas is jarig (1977) - Hoofdpiet
- Mikke Makke Marsepein (1978) - Hoofdpiet
- Het Boek Van Jaap (1979) - Hoofdpiet
- Pipo de Clown (1980) - Big Boss Billy Bulk
- De Lemmings (1981) - Vader Lemming
- De Landelijke Intocht Sinterklaas (1982-1983) - Hoofdpiet
- De Droom Van Sinterklaas (1983) - Hoofdpiet
- Zoals u wenst, mevrouw (1984) - De Luimer sr.
- De kip en het ei (1985) - Rinus
- Thomas en Senior en de grote goudroof (1985) - Chauffeur
- Moordspel afl 4: Illusie Verstoord -  Illusionist Zeppalini  (1987)
- Baantjer (1995–2006) - Jurriaan de Cock

#### Gastrollen
- Laat maar zitten (1988) - seizoen 1, aflevering 6 - Pastoor
- Coverstory (1993–1995) - aflevering 9 (1993) - Man met bril
- In de Vlaamsche pot (1994) - Uncle Ben
- Bed & Breakfast (1997) - Baantjer
- Bij Ron of André (2000) - aflevering 16 (21 mei 2000)
- Villa Felderhof (25 mei 2006) - Zichzelf
- Flikken Maastricht (9 april 2010) - Ome Will
- Levenslied (2011) - Vader Thomas
- 't Spaanse Schaep (15 januari 2011) - Harrie

### Theater
- Relapsus, muziektoneelstuk (1995) - Vader Richard
- Festen (2000) - Vader Klingelfeldt
- Vaders! (2006–2007) - Vader Sjors. Met kleindochter Nienke Römer als Anoek

## Discografie

### Albums
| Album met eventuele hitnotering(en) in de Nederlandse Album Top 100 | Datum van verschijnen | Datum van binnenkomst | Hoogste positie | Aantal weken | Opmerkingen                              |
| ------------------------------------------------------------------- | --------------------- | --------------------- | --------------- | ------------ | ---------------------------------------- |
| Het schaep met vijf pooten (tv-soundtrack)                          |                       | 14-2-1970             | 2               | 10           | met Adèle Bloemendaal en Leen Jongewaard |

### Singles
| Single met eventuele hitnotering(en) in de Nederlandse Top 40 | Datum van verschijnen | Datum van binnenkomst | Hoogste positie | Aantal weken | Opmerkingen                              |
| ------------------------------------------------------------- | --------------------- | --------------------- | --------------- | ------------ | ---------------------------------------- |
| Vissen                                                        |                       | ?-?-1969              | ?               | ?            | met Leen Jongewaard                      |
| We benne op de wereld om mekaar te helpen                     |                       | 15-11-1969            | 6               | 10           | met Adèle Bloemendaal en Leen Jongewaard |
| Het zal je kind maar wezen                                    |                       | 3-1-1970              | 5               | 11           | met Adèle Bloemendaal en Leen Jongewaard |
| Als je mekaar niet vertrouwen kan                             |                       | 28-3-1970             | 16              | 4            | met Adèle Bloemendaal en Leen Jongewaard |
| Als je maar gezond bent                                       |                       | 6-6-1970              | tip             |              | met Adèle Bloemendaal en Leen Jongewaard |
| Je mottermee leren leven                                      |                       | 18-11-1972            | tip             |              | met Leen Jongewaard en Lex Goudsmit      |